# Punk Weihnacht
Punk Weihnacht ist eine Weihnachts-EP der Mülheimer Punkband Die Lokalmatadore. Die EP wurde zu Ostern 2010 veröffentlicht und beinhaltet als Bonus ein komplettes Livekonzert von 2009.

## Hintergrund
Das Album besteht aus zwei Teilen. Zum einen spielte die Band drei Weihnachtslieder ein. Knülle unterm Weihnachtsbaum war bereits mehrfach im Liveprogramm der Band zu hören, wurde aber hier als Studioversion erstmals auf einem Tonträger veröffentlicht. Fröhliche Glöckskes enthält Teile des Weihnachtsliedes Kling, Glöckchen, klingelingeling und handelt vom FC Schalke 04 und ist Paul Cook, Steve Jones und Phil Lynott gewidmet.
Der zweite Teil des Tonträgers beinhaltet eine Liveaufnahme vom 24. Oktober 2009 in der Markthalle Hamburg beim United-Voices-Festival mitgeschnitten wurde. Damit handelt es sich um das erste Livealbum der Band nach der Split-2CD HimmelAchtungPerkele mit der Punkband Klamydia von 1994. Es handelt sich um ein komplettes Liveset, das außerdem Knülle unterm Weihnachtsbaum enthält. Integriert sind auch die Coverversionen Anne Wand (im Original Take ’em All von Cock Sparrer), Pöbel und Gesocks (von Beck’s Pistols) und Barbara (von Chris Roberts).

## Titelliste
1. Knülle unterm Weihnachtsbaum – 1:59
2. Punk Weihnacht – 1:24
3. Fröhliche Glöckskes – 3:21
4. Intro / Ja wat denn !? – 3:03
5. Tangobrüder – 1:49
6. König Alkohol – 3:04
7. Herz aus Gold – 2:48
8. Barbara – 3:24
9. Allergie – 3:09
10. Schneckenalarm – 2:23
11. Superspanner – 2:00
12. Ich geb mir selbst die Hand – 3:31
13. Fußball Ficken Alkohol – 2:20
14. Geh wie ein Proll – 2:53
15. Anne Wand – 2:14
16. Ich laß’ dir den Kochtopf, laß’ du mir mein Bier – 3:12
17. Fotze – 1:55
18. Mülheim/Ruhr – 3:51
19. In den Arsch – 2:46
20. Pöbel und Gesocks – 2:10
21. El Lokalmatador – 4:52
22. Pillemann, Fotze, Arsch – 2:52
23. Knülle unterm Weihnachtsbaum – 2:15
24. Schönen Dank – 2:37